# Ушин, Андрей Алексеевич
Андрей Алексеевич Ушин (8 сентября 1927, Ленинград — 29 августа 2005, Санкт-Петербург) — художник-график, мастер линогравюры; член Союза художников СССР, заслуженный художник РСФСР (1968).

## Биография
Родился в 1927 году в Ленинграде, в семье известного театрального художника и книжного графика Алексея Ушина. Дядя Андрея, Н. А. Ушин, также был театральным художником и книжным иллюстратором.
В 1939 году Андрей Ушин поступил в Среднюю художественную школу при институте живописи, скульптуры и архитектуры Академии художеств. Занятия в школе прервала война.
В блокаду 14-летний Андрей Ушин оказался комендантом МПВО в своём доме — знаменитом «Доме с башнями». Работал художником-декоратором у М. П. Зандина, помогая восстанавливать декорации для театра оперы и балета им. С. М. Кирова. В блокаду от голода умерли его отец и дядя. Блокадной зимой 1943 года, при свете коптилки Андрей создал свои первые эстампы: обнаружив дома оставшиеся от дяди-художника пальмовые доски и штихели, он в период с 1943 по 1946 год создал несколько сотен гравюр, из которых, правда, сохранились немногие.
После войны Андрей продолжил занятия в СХШ, затем учился в Ленинградском художественном училище на Таврической улице, окончив его в 1949 году.
Большинство созданных в 1943—1947 годах работ Андрея Ушина — лирические образы природы. Впоследствии А. Ушин много работал над книжными иллюстрациями к произведениям Достоевского, Есенина, создал много жанровых композиций. Его очень привлекал пейзаж, как городской (в том числе пейзажи Ленинграда), так и деревенский.
С 1948 года был мультипликатором на киностудии «Леннаучфильм». Создал множество живописных полотен, офортов, ксилографии; его называли выдающимся мастером линогравюры. С 1953 — участник художественных выставок в СССР и за рубежом.
Работы художника находятся более чем в 200 музеях России и за рубежом.

## Награды и премии
- Медаль «За оборону Ленинграда» (1943)
- Медаль «За доблестный труд в Великой Отечественной войне 1941—1945 гг.» (1945)
- Лауреат Всемирных фестивалей молодежи и студентов в Москве (1957), Хельсинки (1962), а также фестиваля искусств «Белые ночи» в Ленинграде (1968)[5].
- Заслуженный художник РСФСР (1968)[3]

## Публикации Андрея Ушина

### Каталоги выставок
(Библиография дана по материалам сайта «Прошлый век»)
- В. М. Шведова (сост.). Весенняя выставка произведений ленинградских художников 1953. Каталог. Л., Ленинградский Союз советских художников, 1953
- Выставка произведений графики ленинградских художников. 29 августа — 17 октября 1954 г. Каталог. Молотов, Молотовская государственная художественная галерея, 1954
- В. М. Шведова (сост.). Выставка. Живопись, скульптура, графика. Каталог. Л., Ленинградский Союз советских художников, Государственный Русский музей, 1954
- Ушин А. А. р. 1927. Тучкова набережная. 1953, б., грав. на оргстекле, 12х16; Лесной пейзаж. 1953, б., грав. на оргстекле, 24х39; Лесной пейзаж. 2 листа. 1953, б., грав. на дер., 12х15,5; Станция Горская. 1954, б., грав. на оргстекле, 17,5х25 // В. М. Шведова (сост.), М. А. Бойко (ред). Весенняя выставка произведений ленинградских художников. Каталог. [Л.], Ленинградский Союз советских художников; 1-я типография Машгиза, Ленинград, ул. Моисеенко, 10; тираж 700 экз., 1954, с.46
- В. М. Шведова (сост.), И. Липович (ред). Книжная и станковая графика ленинградских художников. 1953—1954. Каталог. Л., Ленинградский Союз Советских Художников; типография № 3 Углетехиздата, Ленинград, ул. Салтыкова-Щедрина, 54; тираж 500 экз., 1955
- В. М. Шведова, В. С. Носкович (сост.). Весенняя выставка произведений ленинградских художников. 1955. Каталог. Л., ЛОССХ, 1956
- Э. Б. Коробова, Г. И. Прибульская, В. М. Шведова (сост.). Осенняя выставка произведений ленинградских художников. Каталог. Л., Ленинградский Союз советских художников, 1956
- В. М. Шведова, В. С. Носкович (сост.). Весенняя выставка произведений ленинградских художников. [1956]. Каталог. Л., Ленинградский Союз советских художников, тип. СЗРП, 200 экз., 1956
- Ушин, Андрей Алексеевич. Иллюстрации к сборнику стихов С. Есенина, 1957; Деревня Горская. Дождь, 1956; Деревня Горская. Зима, 1956; Иллюстрации к книге «Достопримечательности Ленинграда», 1956; Театр Ленинского комсомола у Невы / Графика // М. А. Бакулева, С. Л. Веллер, А. Г. Зуйкова, Л. В. Терентьева (сост.). Выставка произведений молодых художников Советского Союза к VI Всемирному фестивалю молодёжи и студентов. Каталог. М., Советский художник, Союз художников СССР, 5 000 экз., 3 р., 1957, с.86 — 87
- Н. А. Павлова, В. М. Шведова (сост.), В. Н. Петров (вст. ст.). 4-я ленинградская выставка книжной графики. Каталог. Л., Ленинградский Союз советских художников, 1958
- Ветрогонский Владимир Александрович, заслуженный художник РСФСР. Серии: «Северная Магнитка» (рисунки), «Пикалёво» (рисунки, литографии); Ушин Андрей Алексеевич, заслуженный художник РСФСР. Линогравюры // По родному Северо-Западу. Выставка произведений художников Ветрогонского В. А., Ушина А. А. [в кинотеатре «Ленинград»]. К 50-летию образования СССР. Каталог. [Буклет]. Л., Ленинградская организация Союза художников РСФСР, Управление кинофикации Ленгорсовета, Ленинградское отделение Художественного фонда РСФСР, кинотеатр «Ленинград», 1972
- Ушин Андрей Алексеевич. (Заслуженный художник РСФСР). Из серии «1941-й год»: Блокада. 1980 / Графика // Зональная выставка произведений ленинградских художников 1980 года. Каталог. Л. Художник РСФСР. Главное управление культуры Исполкома Ленгорсовета. 1983. С.52

### Иллюстрации
- Достопримечательности Ленинграда. — Л: Лениздат, 1956
- С. Есенин. Избранное. — Л: Лениздат, 1957
- Ф.М. Достоевский. Повести и рассказы. — Л: Лениздат, 1959
- М. Дудин. Четвёртая зона. — Л: Художник РСФСР, 1961
- Очерки истории Советского искусства 1917—1977 гг. — М: Советский писатель, 1980
- Палакс В. Г. По Псковско-Чудскому водоёму: Справочник-путеводитель для туриста / Худож. А. А. Ушин. — 2-е изд., испр. и доп. — Л.: Лениздат, 1982. — 128 с. — 25 000 экз.
- О.Бергольц. Дневные звезды. — М: Художественная литература, 1985
- Ю.П. Воронов. Блокада: книга стихов. — Л.: Лениздат, 1986.

### Открытки и альбомы гравюр
- Гатчина. Виды парка. Гравюры на дереве Андрея Ушина. Комплект 14 открыток. Л. Художественный фонд СССР, Ленинградское отделение. 1956
- Ленинград. Альбом гравюр. — Л: Художник РСФСР, 1967
- М. А. Дудин, В. А. Шошин (авт. вст. ст.), А. А. Ушин (худ.). Ленинград в блокаде. 20 линогравюр. [Альбом.] Л. Художник РСФСР. 1985

### Прочее
- Молодой гравёр [Андрей Ушин] // Творчество. Вып.10. М. 1958. С.17 — 18
- А. Ушин. В Таврическом саду // Нева. Вып.3. М.-Л., ГИХЛ, 1961, обл.
- В. Г. Азаркович. Молодые мастера советской гравюры (И. В. Голицын, Г. Ф. Захаров, А. А. Ушин) // Очерки по русскому и советскому искусству. Сборник статей. Москва: "Советский художник", 1965. С.90-97.
- Д. Т. Хренков (авт. вст. ст.), Е. П. Гаврилов (худ.). Ю. П. Воронов, А. А. Ушин. Метроном. Сборник стихов. СПб. Аврора. 1993
- Цена победы : Ленинград в блокаде / Андрей Ушин; [авт. вступ. ст. А. Комаровская и др.]. — СПб: Родные просторы : Библиотека журнала «Невский альманах», 2005. — ISBN 5-902741-12-2

## Работы Андрея Ушина в различных собраниях
- Работы Ушина А. А. в коллекции Чувашского государственного художественного музея (Чебоксары) // www.culture21.ru
- Ушин Андрей Алексеевич (1927—2005) // Собрание графики // Картинная галерея г. Красноармейска (МО) // www.artgallery.krasno.ru
- Работы Ушина А. А. в коллекции Удмуртского республиканского музея изобразительных искусств (Ижевск) // www.urmii.ru
- Русский музей (СПб.): виртуальный филиал // www.virtualrm.spb.ru
- [http://www.kmsmuseum.ru/authors.php?letter=%D3&a=all (недоступная+ссылка) Музей изобразительных искусств (Комсомольск-на-Амуре)] (недоступная ссылка) // www.kmsmuseum.ru
- Список художников // Белгородский государственный художественный музей // www.belghm.ru